# Droga wojewódzka nr 128
Droga wojewódzka nr 128 (DW128) – była droga wojewódzka w woj. zachodniopomorskim o długości 28,1 km. Droga zaczynała bieg odbijając na wschód od dawnej drogi wojewódzkiej nr 121 (Pniewo – Rów) we wsi Rów. Posiadała klasę techniczną Z na odcinku od Rowu do Myśliborza oraz klasę techniczną G na pozostałym odcinku. Trasa przebiegała przez powiat myśliborski i podlegała pod Rejon Dróg Wojewódzkich Pyrzyce. 
Po wybudowaniu  drogi ekspresowej S3 DW 128 utraciła swoje dotychczasowe znaczenie, gdyż szybsze połączenie Myśliborza z Gorzowem Wlkp. zapewniają obecnie drogi krajowe nr  26 i nr S3. Droga na odcinku Rów - Myślibórz zapewnia dojazd do 5 miejscowości położonych na terenie jednej gminy, nie pełniąc w zasadzie żadnej roli w systemie komunikacyjnym województwa, nie wpisuje się w definicję drogi wojewódzkiej [...] Droga ta poprzez fakt, że służy praktycznie tylko mieszkańcom Rowu, Kierzkowa, Tarnowa, Otanowa, Czółnowa, Dąbrowy, Klicka i Ław do dojazdów do siedziby miejscowej gminy - Myśliborza, stanowi wyłącznie połączenie o charakterze lokalnym służące potrzebom miejscowym a nie wojewódzkim (regionalnym). 
Zgodnie z Uchwałą Nr VIII/155/15 Sejmiku Województwa Zachodniopomorskiego z dnia 17 listopada 2015 r. pozbawiono drogę kategorii drogi wojewódzkiej i nadano status drogi powiatowej nr 2161Z zachowując w całości jej przebieg.

## Miejscowości leżące przy trasie DW128
- Rów (województwo zachodniopomorskie)
- Kierzków (województwo zachodniopomorskie)
- Tarnowo
- Otanów
- Czółnów
- Dąbrowa
- Myślibórz
- Klicko
- Ławy (województwo zachodniopomorskie)